# Connie Willis

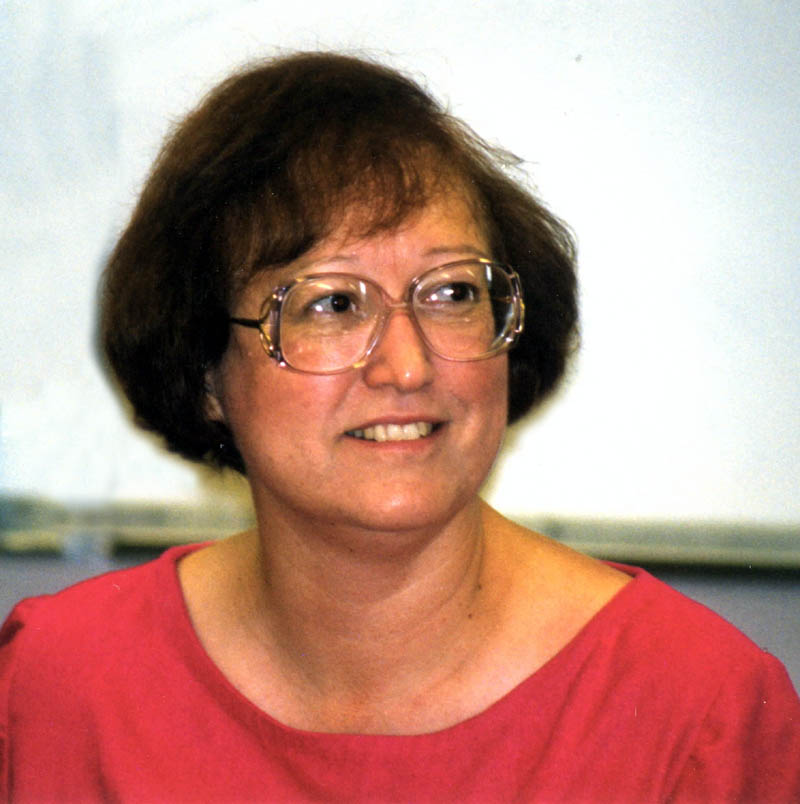
Connie Willis

Constance Elaine Trimmer Willis (Denver (Colorado), 31 december 1945) is een Amerikaanse sciencefictionschrijfster.
Na afgestudeerd te zijn in letteren aan de University of Northern Colorado startte ze haar schrijverscarrière in 1971 met het verhaal The Secret of Santa Titicaca in het tijdschrift World of Fantasy.
Willis is een van de meest gelauwerde schrijvers in het genre. Ze heeft als enige de prestigieuze Hugo Awards en Nebula Awards gewonnen in alle verhaalcategorieën (novel, novella, novelette en short story). In totaal won ze tien Hugo's, zes Nebula's, tien Locus Awards en de John W. Campbell Memorial Award. Ook heeft niemand haar geëvenaard in het aantal prijzen in één jaar: ze won er acht in 1993.

## Belangrijkste prijzen
Hugo Awards
- Fire Watch (1983)
- The Last of the Winnebagos (1989)
- Doomsday Book (1993); In het Nederlands: Zwarte winter, Amsterdam : Luitingh-Sijthoff ISBN 90-245-2687-6
- Even the Queen (1993)
- Death on the Nile (1994)
- The Soul Selects Her Own Society: Invasion and Repulsion: A Chronological Reinterpretation of Two of Emily Dickinson's Poems: A Wellsian Perspective (1997)
- To Say Nothing of the Dog (1999)
- The Winds of Marble Arch (2000)
- Inside Job (2006)
- All Seated on the Ground (2008)
- Blackout/All Clear (2011)

Nebula Awards
- Fire Watch (1983)
- A Letter from the Clearys (1983)
- The Last of the Winnebagos (1988)
- At the Rialto (1990)
- Doomsday Book (1993)
- Even the Queen (1993)
- Blackout/All Clear (2011)

Locus Awards
- Doomsday Book (1993)
- Even the Queen (1993)
- Close Encounter (1994)
- Impossible Things (1994)
- Remake (1996)
- Bellwether (1997); in het Nederlands: Experiment, Amsterdam : Luitingh-Sijthoff, 1998 ISBN 90-245-1079-1
- Newsletter (1998)
- To Say Nothing of the Dog (1999)
- Passage (2001)
- The Winds of Marble Arch and Other Stories (2008)

Campbell Memorial Award
- Lincoln's Dreams (1988)